# Carbone asymétrique
En chimie organique, un atome de carbone asymétrique est un centre stéréogène hybridé sp3, c'est-à-dire substitué avec quatre atomes ou groupes d'atomes de natures différentes.

## Exemples

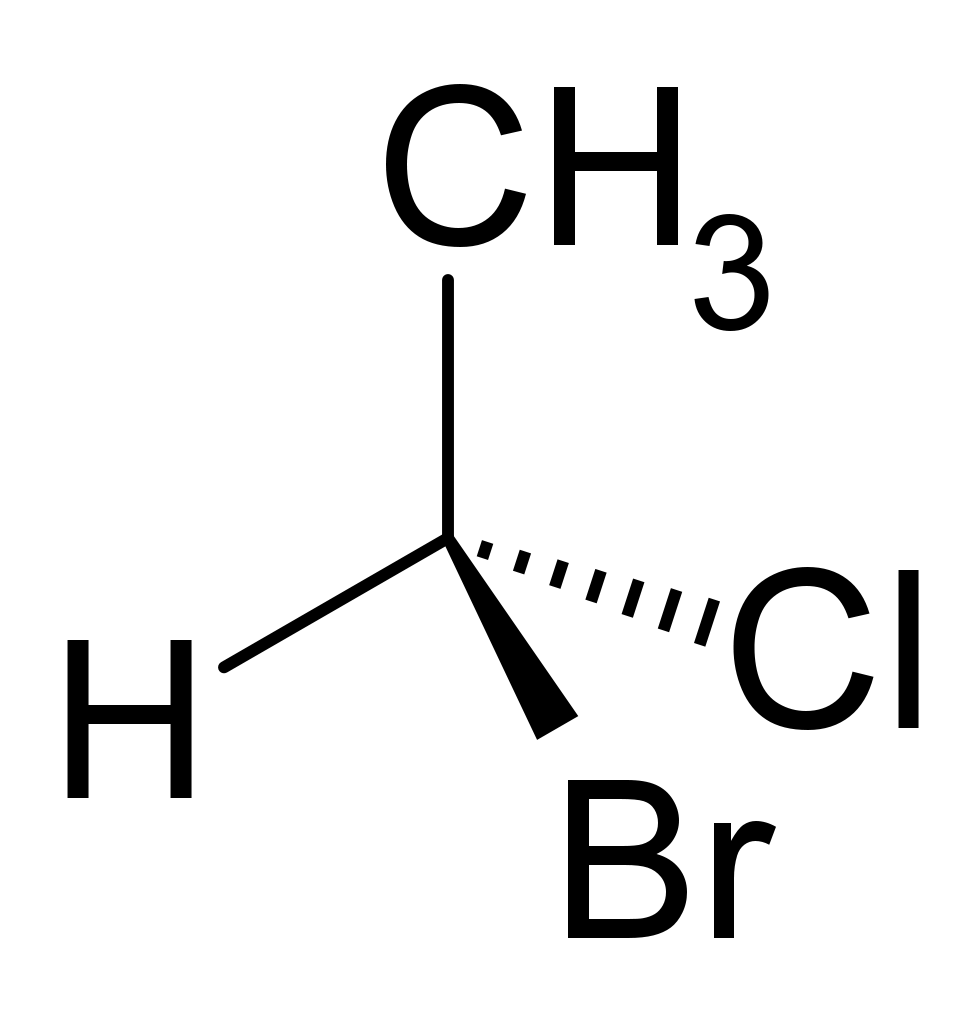
Exemple d'halogénoalcane avec un ' asymétrique.

Dans les deux molécules suivantes, les atomes de carbone en violet sont asymétriques :
- CH3CClBrH ;
- CH3C(C2H5)(CH=CH2)H.

En revanche, le carbone en vert du 2-bromo-2-méthylbutane (CH3CBr(CH3)-CH2-CH3) n'est pas asymétrique : il est lié à quatre substituants mais ils ne sont pas tous différents. De même, le carbone du bromochlorométhane (CH2BrCl) n'est pas asymétrique car il ne possède que trois substituants différents (deux atomes d'hydrogène sont liés au carbone).

## Propriétés optiques
Un carbone asymétrique confère à la molécule des propriétés optiques importantes : un pouvoir rotatoire. On dit alors qu'elle est optiquement active : elle fait tourner le plan de polarisation d'une lumière polarisée rectilignement.

## Chiralité
Une structure possédant un unique centre stéréogène est chirale, c'est-à-dire qu'elle ne peut pas se superposer à son image dans un miroir plan. Deux molécules possédant une telle relation sont appelées des « énantiomères ». Une structure possédant plusieurs atomes asymétriques peut éventuellement être achirale (ladite structure possède alors un ou plusieurs plans ou centres de symétrie).
Les distances interatomiques entre les différents substituants étant les mêmes dans les deux cas, les propriétés physiques et chimiques des deux énantiomères sont les mêmes, à l'exception des propriétés douées d'un caractère chiral, telles leur pouvoir rotatoire, qui sont de signes opposés.